# 伊若拉高原
伊若拉高原是俄羅斯的高原，位於列寧格勒州，北面是芬蘭灣，南面是盧加河，由奧陶紀的石灰岩組成，最高點海拔高度176米，該地區主要以農地為主。